# Jules Fayssat
Pour les articles homonymes, voir Fayssat.
Jules Fayssat, né le 8 décembre 1855 au Broc (Alpes-Maritimes) et mort le 19 septembre 1936 à Paris, est un homme politique français. Il est député des Alpes-Maritimes sous la Troisième République.

## Biographie
Après des études de droit, il exerce diverses fonctions dans l'administration préfectorale avant de devenir chef de cabinet du président du Conseil Émile Loubet, puis conseiller référendaire à la Cour des Comptes
Élu conseiller général de Vence en février 1902, il devient ensuite député de la première circonscription de Grasse en avril 1910 et s'inscrit à l'Alliance républicaine démocratique (ARD). Aux élections législatives de 1914, il arrive en tête au premier tour devant Jean Ossola, mais préfère se retirer. Il démissionne de son mandat de conseiller général en juin 1914.
Il est le père de René Fayssat, député des Alpes-Maritimes de 1932 à 1936.

## Mandats
- Conseiller général de Vence (1902-1914).
- Député de la première circonscription de Grasse (1910-1914).